# Licaria sessiliflora
Licaria sessiliflora är en lagerväxtart som beskrevs av Van der Werff. Licaria sessiliflora ingår i släktet Licaria och familjen lagerväxter. Inga underarter finns listade i Catalogue of Life.